# Barry Windsor-Smith
Barry Windsor-Smith (connu précédemment comme Barry Smith), est né le 25 mai 1949 à Forest Gate, Londres. C'est un dessinateur anglais, auteur de comics et peintre. Il est plus connu pour son travail pour les comics américains.

## Publications
- Archer & Armstrong de Barry Windsor-Smith (Valiant Comics)
- Timewalker de Barry Windsor-Smith (Valiant Comics)
- Conan le barbare (Valiant Comics) et Savage Tales (Marvel Comics)
- Red Sonja (Marvel Comics / Dynamite Entertainment)
- Machine Man (Marvel Comics)
- Weapon X (Marvel Comics)
- Solar (Valiant Comics)
- Unity (Valiant Comics)
- Rune (Malibu Comics/Marvel Comics)
- Harbinger (Valiant Comics)
- X-O Manowar (Valiant Comics)
- Shadowman
- Eternal Warrior
- Bloodshot  (Acclaim / Valiant Comics)
- Ninjak
- Rai
- Deathmate
- The Fantastic Four
- Iron Man
- Freex
- Solar, Man of the Atom
- Uncanny X-Men
- WildStorm Rising
- Tower Of Shadows
- Avengers
- Sludge

## Prix et récompenses
- 1971 : Prix Shazam du meilleur nouveau talent
- 1972 : Prix Shazam de la meilleure série régulière pour Conan le barbare
- 1973 et 1974 : Prix de la meilleure bande dessinée de la British Fantasy Society pour Conan le Barbare
- 1974 : Prix Shazam de la meilleure histoire réaliste pour « Song of Red Sonja », dans Conan the Barbarien n°20 (avec Roy Thomas)
- 1975 : Prix Inkpot
- 1975 et 1976 : Prix de la meilleure bande dessinée de la British Fantasy Society pour The Savage Sword of Conan[réf. nécessaire]
- 1997 : Prix UK Comic Art de la meilleure nouvelle série pour Archer & Armstrong[réf. nécessaire]
- 2008 : Temple de la renommée Will Eisner